# ريوهيه كيمورا
ريوهيه كيمورا (木村良平 كيمورا ريوهيه) هو ممثل ياباني ولد في 30 يوليو 1984 في طوكيو.

## أدواره في الأنمي

### مسلسلات أنمي تلفزيونية
- عدن الشرق - أكيرا تاكيزاوا
- هيرومان - ساي
- نبضات الملاك! - هيديكي هيناتا
- الرمية الكبرى - شينتارو نيشيهيرو
- الرمية الكبرى: بطولة الصيف - شينتارو نيشيهيرو
- ناتسومي وكتاب الأصدقاء - ساتورو نيشيمورا
- كيكايشي - سين كاغيميا
- ستار درايفر - غينتا ريو
- C - تسونودا
- غوسيك - المركيز ألبير دو بلوا (أيام الشباب)
- ماوارو بنغويندرام - شوما تاكاكورا
- أن-غو - ياسوتارو ميهارا
- أبولو على المنحدر - كاورو نيشيمي
- ماغي: The Labyrinth of Magic - جودار
- ماغي: The Kingdom of Magic - جودار
- أسطورة أراتا - ماساتو كادواكي
- فالفريف الثوري - إل-إلف كارلستاين
- الملعقة الفضية - يوغو هاتشيكين
- كرة سلة كوروكو - ريوتا كيسي
- طموحات أودا نوبونا - أساكورا يوشيكاغي
- التلميذ المتخلف في ثانوية السحر - هانزو غيوبوشوجو هاتوري
- الخادم الأسود Book of Circus - تشارلز غراي
- الخطايا السبع المميتة - هاوزر
- بلاد لاد - براز دي بلاد
- روبوتكس;نوتس - كايتو ياشيو
- لعبة الجوكر - كاميناغا
- برينس أوف سترايد ألترنيتيف - ريكو ياغامي
- ري لايف - ريو يواكي
- سيرفامب - لوليس
- تيلز أوف زيستيريا ذا كروس - سراي
- سايكو-باس 2 - كيريتو كاموي
- بوروتو: ناروتو نكست جينيريشنز - شيزوما هوشيغاكي
- توكين رانبو: هانامارو - إيزومينوكامي كانيسادا
- توكين رانبو: هانامارو: الموسم الثاني - إيزومينوكامي كانيسادا
- كاتسوغيكي: توكين رانبو - إيزومينوكامي كانيسادا
- خط الشياطين - هانس لي
- مجموعة جونجي إيتو - يوجي، هيروشي ساكاغوتشي، يوشيوكي، كيتاغاوا، ياسومين
- ميزان نيل أدميراري - شوغو أوكاي
- باتيري - شونجي ميزوغاكي
- غراند بلو - كوهيه إيمامورا
- روبوتيز: نوت - كايتو ياشيو

### أفلام أنمي
- عدن الشرق: الفيلم الأول: The King of Eden - أكيرا تاكيزاوا
- عدن الشرق: الفيلم الثاني: Paradise Lost - أكيرا تاكيزاوا
- سنكورول - شو
- فيلم خيميائي الفولاذ: نجم ميلوس المقدس - آشلي كرايتون (أيام الشباب)

## أدواره في ألعاب الفيديو
- ذا وورلد إندز ويث يو - يوشيا كيريو
- كرة سلة كوروكو: روابط المستقبل - ريوتا كيسي
- تيلز أوف زيستيريا - سراي
- طوكيو ميراج سيشنز شارب إف إي - إيتسكي آوي
- برينس أوف سترايد - ريكو ياغامي
- دانغانرونبا V3: كيلينغ هارموني - كايتو موموتا
- أندر نايت إن-بيرث - هايد

## أدواره في الدبلجة اليابانية
- دامو ستحيل - عوض
- سجلات نارنيا: الأسد، الساحرة وخزانة الملابس - بيتر بيفنسي
- سجلات نارنيا: الأمير قزوين - بيتر بيفنسي
- سجلات نارنيا: رحلة سفينة داون تريدر - بيتر بيفنسي
- حياة باي - باي باتيل
- ترانسفورمرز: روبوتس إن ديسغايز - بامبلبي
- بيرسي جاكسون: بحر من الوحوش - تايسون

## وصلات خارجية
- ريوهيه كيمورا على موقع IMDb (الإنجليزية)
- ريوهيه كيمورا على موقع ألو سيني (الفرنسية)
- ريوهيه كيمورا على موقع ميوزك برينز (الإنجليزية)
- ريوهيه كيمورا على موقع ديسكوغز (الإنجليزية)
- ريوهيه كيمورا على موقع قاعدة بيانات الفيلم (الإنجليزية)
- ريوهيه كيمورا على موقع كينوبويسك (الروسية)
- ريوهيه كيمورا على موقع ANN person (الإنجليزية)